# 2012–2013-as magyar női röplabdabajnokság
A 2012–2013-as magyar női röplabdabajnokság a hatvannyolcadik magyar női röplabdabajnokság volt. A bajnokságban tizenhárom csapat indult el, az előző évi második helyezett az osztrák, magyar, szlovák, horvát és szlovén csapatok részvételével tartott Közép-európai Ligában szerepelt, a többiek két kört játszottak (az ifjúsági válogatott csak egy kört játszott). Az alapszakasz után a Közép-európai Ligában szereplő csapat és az 1-7. helyezettek play-off rendszerben játszottak a végső helyezésekért, míg a 8-12. helyezettek az addigi pontjaikat megtartva egymás közt még három kört játszottak a 9-11. helyért.

## Alapszakasz
| #   | Csapat                           | M  | Gy | GyD | VD | V  | Sz+ | Sz- | P  | Megjegyzés   |
| --- | -------------------------------- | -- | -- | --- | -- | -- | --- | --- | -- | ------------ |
| 1.  | Vasas SC-Óbuda                   | 19 | 16 | 2   | 0  | 1  | 55  | 11  | 52 |              |
| 2.  | Budapest Bank-Békéscsabai RSE    | 19 | 15 | 2   | 1  | 1  | 53  | 14  | 50 |              |
| 3.  | Aluprof-Testnevelési Főiskola SE | 19 | 16 | 0   | 1  | 2  | 52  | 11  | 49 |              |
| 4.  | NRK Nyíregyháza                  | 19 | 9  | 1   | 1  | 8  | 35  | 34  | 30 |              |
| 5.  | Albrecht-Miskolci VSC-MISI       | 19 | 7  | 0   | 3  | 9  | 31  | 39  | 24 |              |
| 6.  | BSE                              | 19 | 6  | 1   | 3  | 9  | 29  | 41  | 23 |              |
| 7.  | Újpesti TE                       | 19 | 5  | 3   | 1  | 10 | 31  | 41  | 22 |              |
| 8.  | Palota RSC                       | 19 | 5  | 2   | 1  | 11 | 26  | 43  | 20 |              |
| 9.  | 1. MCM-Diamant Kaposvári Egyetem | 19 | 4  | 3   | 1  | 11 | 27  | 44  | 19 |              |
| 10. | ifjúsági válogatott              | 10 | 1  | 1   | 1  | 7  | 10  | 27  | 6  |              |
| 11. | Veszprémi Egyetem SC             | 19 | 1  | 0   | 2  | 16 | 11  | 55  | 5  |              |
| 12. | Budai XI. SE                     | -  | -  | -   | -  | -  | -   | -   | -  | Visszalépett |

* M: Mérkőzés Gy: Győzelem GyD: Győzelem döntő szettben VD: Vereség döntő szettben V: Vereség Sz+: Nyert szett Sz-: Vesztett szett P: Pont

## Rájátszás

### 1–8. helyért
Negyeddöntő: TEVA-Gödöllői RC–Újpesti TE 3:0, 3:0, 3:1 és Vasas SC-Óbuda–BSE 3:0, 3:1, 3:0 és Budapest Bank-Békéscsabai RSE–Albrecht-Miskolci VSC-MISI 3:1, 3:1, 3:0 és Aluprof-Testnevelési Főiskola SE–NRK Nyíregyháza 1:3, 3:0, 3:0, 3:0
Elődöntő: TEVA-Gödöllői RC–Aluprof-Testnevelési Főiskola SE 3:2, 1:3, 3:2, 3:1 és Vasas SC-Óbuda–Budapest Bank-Békéscsabai RSE 3:0, 3:2, 3:0
Döntő: TEVA-Gödöllői RC–Vasas SC-Óbuda 3:2, 0:3, 3:1, 2:3, 1:3
3. helyért: Budapest Bank-Békéscsabai RSE–Aluprof-Testnevelési Főiskola SE 3:1, 3:2, 1:3, 1:3, 3:2
5–8. helyért: NRK Nyíregyháza–Újpesti TE 1:3, 3:2, 3:1 és Albrecht-Miskolci VSC-MISI–BSE 3:0, 0:3, 3:2
5. helyért: NRK Nyíregyháza–Albrecht-Miskolci VSC-MISI 3:0, 3:0
7. helyért: BSE–Újpesti TE 0:3, 0:3

### 9–11. helyért
| #   | Csapat                           | M  | Gy | GyD | VD | V  | Sz+ | Sz- | P  |
| --- | -------------------------------- | -- | -- | --- | -- | -- | --- | --- | -- |
| 9.  | 1. MCM-Diamant Kaposvári Egyetem | 25 | 8  | 4   | 1  | 12 | 41  | 53  | 33 |
| 10. | Palota RSC                       | 25 | 8  | 3   | 2  | 12 | 43  | 50  | 32 |
| 11. | Veszprémi Egyetem SC             | 25 | 1  | 0   | 3  | 21 | 14  | 73  | 6  |

* M: Mérkőzés Gy: Győzelem GyD: Győzelem döntő szettben VD: Vereség döntő szettben V: Vereség Sz+: Nyert szett Sz-: Vesztett szett P: Pont